# Оршоля Кашо
Оршоля Кашо (угор. Orsolya Kasó, 22 листопада 1988) — угорська ватерполістка.
Учасниця Олімпійських Ігор 2016 року.
Призерка Чемпіонату світу з водних видів спорту 2013 року.